# E1 (trasa europejska)
E1 – trasa europejska pośrednia północ-południe, wiodąca z portu Larne w Irlandii Północnej do Sewilli w Hiszpanii.

## Przebieg E1
- Wielka Brytania - Irlandia Północna: Larne – Belfast
- Irlandia: Dublin – Rosslare
- przeprawa promowa: Rosslare - A Coruña
- Hiszpania: autostrada AP-9 przez Santiago de Compostela i Vigo do granicy Portugalii.
- Portugalia: Pontevedra – Valença do Minho – Vila Real de Santo António
- Hiszpania: droga ekspresowa A-49 przez miasto Huelva do Sewilli (skrzyżowanie z E5).

## Stary system numeracji
Do 1985 obowiązywał poprzedni system numeracji, według którego oznaczenie E1 dotyczyło trasy Londyn – Paryż – Nicea – Rzym – Palermo o naastępującym przebiegu: Londyn – Southampton – przeprawa promowa – Le Havre – Paryż – Sens – Avallon – Chagny – Mâcon – Lyon – Valence – Bollene – Aix-en-Provence – St. Raphael – Nicea – Ventimiglia – Savona – Genoa – La Spezia – Apuania – Migliarino – Piza – Leghorn – Rzym – Ponte Garigliano – Via Domiziana – Neapol – Pompeje – Salerno – Catanzano – Reggio Calabria – przeprawa promowa – Messina – Palermo. 

### Drogi w ciągu dawnej E1
Lista dróg opracowana na podstawie materiału źródłowego
| Wielka Brytania   | - autostrada M3: Londyn – Wheatsheat - droga nr 33: Wheatsheat – Southampton |
| przeprawa promowa | |
| Francja           | - droga nr 15: Le Havre – Rouen - autostrada A13: Rouen – Paryż - autostrada A6: Paryż – Auxerre – Chalon-sur-Saône – Mâcon – Lyon - autostrada A7: Lyon – Valence – Awinion – Lançon - autostrada A8: Lançon – Aix-en-Provence – Cannes – Nicea – granica z Włochami                       |
| Włochy            | - autostrada A10: granica z Francją – Genua - autostrada A12: Genua – La Spezia – Livorno - droga nr 1: Livorno – Grosseto – Civitavécchia - autostrada A12: Civitavécchia – Rzym - autostrada A2: Rzym – Frosinone – Neapol - autostrada A3: Neapol – Cosenza – Nicastro – Reggio Calabria |
| przeprawa promowa | |
| Włochy            | - autostrada A20: Messina – Buonfornello - autostrada A19: Buonfornello – Palermo |